# 282-й стрелковый полк внутренних войск НКВД
282-й стрелковый полк внутренних войск НКВД (282 сп, 282 сп В.в. НКВД) — воинская часть внутренних войск НКВД СССР, принимавшая участие в Сталинградской битве с 23 августа по 7 ноября 1942 года.
Полк прославился в боях на Северном боевом участке и в составе группы полковника Горохова. Формально полк входил в состав 10-й стрелковой дивизии внутренних войск НКВД СССР.

## Формирование полка
282-й стрелковый полк внутренних войск НКВД был окончательно сформирован к 25 января 1942 года. Формирование проводилось за счёт мобилизационного ресурса 19-й стрелковой дивизии войск НКВД СССР по охране особо важных предприятий промышленности, чей штаб находился в Горьком. Вновь сформированную часть в составе 1648 человек включили в состав 12-й стрелковой дивизии внутренних войск НКВД СССР со штабом в Саратове. В начале августа 1942 года полк квартировался в Энгельсе в составе Орджоникидзевской стрелковой дивизии внутренних войск НКВД СССР. 14 августа полк перешёл в подчинение 10-й стрелковой дивизии внутренних войск НКВД, заменив 273-й полк внутренних войск НКВД, убывший в Орджоникидзевскую стрелковую дивизию внутренних войск НКВД.
16 августа 1942 года 282-й полк прибыл в Сталинград и 19 августа занял участок обороны по линии Опытная станция — высота 135,4.

## Боевая деятельность
23 августа 1942 года в результате прорыва и стремительного броска XIV танковый корпус вермахта вышел к Волге в районе село Акатовка — село Латошинка — посёлок Рыно́к, оказавшись на дистанции 2—3 километров от Сталинградского тракторного завода. Для защиты СТЗ был создан Северный боевой участок под управлением генерал-майора Н. В. Фекленко. В состав группы Фекленко был включён и 282-й сп. К 29 августа вместо группы Фекленко была создана группа полковника Горохова с подчинением ему частей северного участка.
282-й стрелковый полк был в числе частей, которые встали на пути 16-й танковой дивизии вермахта, которая предприняла вечером 23 августа атаку в сторону тракторного завода. Результаты первого боя описал военком дивизии полковой комиссар П. Н. Кузнецов: «1. Подбито и сожжено — 4 танка. 2. Уничтожено — 3 станковых пулемёта +3. 3. Подавлено — 3 минбатареи +1 +2. 4. Истреблено до — 300 гитлеровцев +50 +150. 5. Подбито — 3 танка».
24 августа продолжались бои на линии реки Мокрая Мечётка. В этот день начальник штаба полка капитан Н. П. Белов был ранен, потерял зрение на один глаз, но не покинул бой и продолжал руководить подразделениями полка. 1-й и 2-й стрелковые батальоны полка выдвинулись вперёд в сторону аэродрома ОСОАВИАХИМа, где первый батальон закрепился на северо-восточных скатах высоты 97,7. Слева закрепился второй батальон, справа позиции удерживал отряд моряков Волжской военной флотилии.
К концу дня 26 августа части северного участка обороны, в их числе 282-й стрелковый полк, были подчинены командиру 99-й танковой бригады. Для усиления обороны полку был придан 1186-й истребительно-противотанковый артиллерийский полк
27 августа к 17:00 1-й стрелковый батальон вёл наступательные бои в направлении высоты 135,4, которая впоследствии станет центром зоны обороны 282-го стрелкового полка до 7 октября 1942 года.
3-й стрелковый батальон полка участвовал в наступательных боях 26—29 августа в которых части группы Фекленко пытались отодвинуть противника от тракторного завода в направлении Латошинки. Бои отличались особым ожесточением. Чекисты, моряки 32-го отдельного батальона морской пехоты Волжской военной флотилии, рабочее ополчение при поддержке танков 99-й танковой бригады доходили до посёлка Рыно́к и однажды выбили немцев из него, но противник контратаками возвращал потерянные позиции. В этих боях погибли военком полка батальонный комиссар А. М. Карпов, командир первого стрелкового батальона старший лейтенант П. А. Мороз. Именно на этом участке позже были тяжело ранены командир 282-го стрелкового полка майор М. Г. Грущенко и заместитель командира полка по строевой части капитан Н. А. Аричев.
28 августа 282-й стрелковый полк был включён в группу полковника Горохова. Полковнику С. Ф. Горохову была поставлена задача наступать вдоль берега Волги в направлении Ерзовки. 282-й полк должен был действовать на левом флаге, прикрывая наступающую на Рыно́к 124-ю отдельную стрелковую бригаду. Полковнику Горохову ограничили использование полка НКВД до Латошинки.
В результате наступления 29—31 августа 282-й стрелковый полк занял высоту 135,4, которую удерживал до 4 октября.
Большая часть сентября прошла для 282-го стрелкового полка достаточно спокойно. К шестому сентября 2-й стрелковый батальон попал в районе реки (ручья) Орловки в окружение, но в ночь с 6 на 7 сентября смог вырваться.
12 сентября в полку числилось 1237 бойцов, а 15 сентября сохранялось 1100 штыков.
18 сентября полк принимал участие в наступлении группы Горохова на север, на встречу частям 66-й армии, пытавшейся прорваться к изолированной в Сталинграде 62-й армии. Наступление было малоуспешным: в результате батальоны полка смогли пройти 300—400 метров и закрепиться на курганах в районе высоты 135,4.
282-й полк внутренних войск НКВД находился на левом фланге обороны группы Горохова, находясь между 149-й отдельной стрелковой бригады и 115-й отдельной стрелковой бригадой, оборонявшей село Орловка. Для удобства управления полк был подчинён командиру 149-й осбр подполковнику В. А. Болвинову.

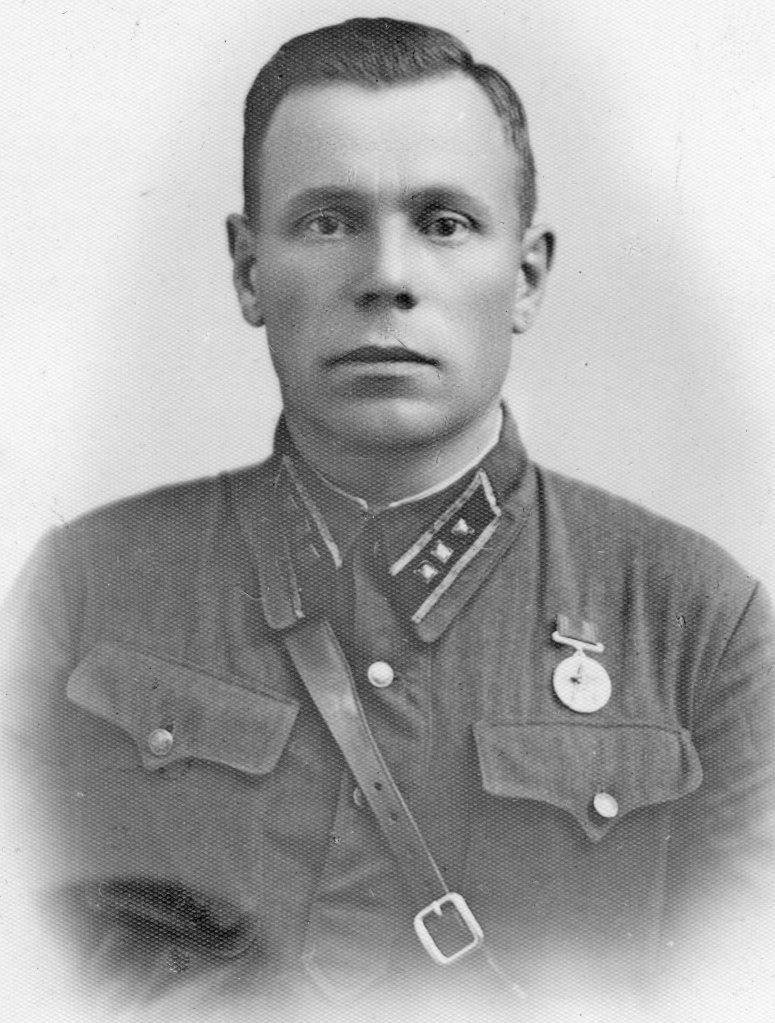
Капитан Фёдор Кириллович Рябчевский, командир сводного батальона 282-го стрелкового полка НКВД

29 сентября противник приступил к ликвидации Орловского выступа. До 2 октября 282-й сп ВВ НКВД успешно отбивал все атаки противника. В первых числах октября части 115-й осбр под давлением противника стали в беспорядке отходить. Это привело к тому, что 4 октября 282-й стрелковый полк попал в окружение в районе высоты 135,4. 7 октября, после окончания боеприпасов, остатки полка смогли вырваться из окружения в расположение 124-й осбр. 8 октября остатки полка были сведены в двухротный батальон под командованием капитана Фёдора Кирилловича Рябчевского и офицера-политработника С. А. Тихонова.
3 октября 1942 года по приказу командующего Сталинградским фронтом 10-я стрелковая дивизия внутренних войск НКВД была выведена из Сталинграда на левый берег Волги. На восточный берег переправилось всего 200 человек. Но 282-й сп оставался на западном берегу Волги: полк закрепился и держал оборону на высоте 135,4.
16 октября в полку числилось 27 человек боевого состава.
26 октября на восточный берег Волги были выведены остатки 282-го стрелкового полка внутренних войск НКВД, но в группе Горохова ещё несколько дней сражалась сводная рота (25 бойцов) полка.
Последний боец 282-го стрелкового полка внутренних войск НКВД покинул Сталинград 7 ноября 1942 года — он был ранен. В это время 10-я стрелковая дивизия НКВД уже находилась в Челябинске и с 27 октября 1942 года проходила переформирование по штатам РККА.

## Результат боевой деятельности
282-й стрелковый полк внутренних войск НКВД СССР за время участия в боевых действиях: «отбили 72 атаки немцев, сами ходили в контратаки, вели наступление 8 раз. За время боев уничтожено: живой силы врага — 5866 солдат и офицеров, танков — 23, станк. и ручных пулемётов — 109, дзотов — 6, миномётов — 37, разрушено блиндажей и НП — 17, подожжено и разбито 3 склада с боеприпасами и горючим».
Не все сражались героически. В докладе политотдела 10-й стрелковой дивизии внутренних войск НКВД СССР среди прочих случаев малодушия приводится случай с сержантом Русановым и ефрейтором Рыжовым: «сдались врагу намеренно — с пропуском, оставив своё оружие в окопе».
За время участия в Сталинградской битве 282-й стрелковый полк НКВД потерял 1520 человек.

## Состав полка
На момент включения 282-го стрелкового полка внутренних войск НКВД в состав 10-й стрелковой дивизии внутренних войск НКВД полк был полностью укомплектован:
- три стрелковых батальона по три стрелковые роты и пулемётному взводу (четыре пулемёта «Максим») в каждом батальоне;
- батарея 45-мм противотанковых пушек (четыре орудия);
- миномётная рота (четыре 82-мм и восемь 50-мм миномётов);
- рота автоматчиков.

## Командный состав полка
- Командир полка майор Грущенко Митрофан Григорьевич (командир 205 полка войск НКВД по охране особо важных предприятий промышленности)
- Военком полка батальонный комиссар Карпов Афанасий Михайлович (01.1942-29.08.1942)
- Военком полка батальонный комиссар Малофеев Дмитрий Иванович (с 29.08.1942)
- Заместитель командира полка по строевой части капитан Аричев Николай Александрович (командир батальона 112 полка войск НКВД по охране железнодорожных сооружений)
- Начальник штаба полка капитан Белов Николай Павлович (начальник штаба 184 полка войск НКВД по охране особо важных предприятий промышленности)
- Заместитель начальника штаба по разведке старший лейтенант Зырянов Александр Кузьмич (старший помощник начальника штаба 184 полка войск НКВД)
- Помощник начальника штаба старший лейтенант Макаров Степан Иванович (помощник начальника штаба 205 полка войск НКВД)
- Помощник начальника штаба лейтенант Потемкин Сергей Васильевич (старший помощник начальника штаба 112 полка войск НКВД по охране особо важных предприятий промышленности)
- Начальник связи полка лейтенант Маслов Василий Иванович (помощник начальника штаба полка 19 дивизии войск НКВД по охране особо важных предприятий промышленности)
- Помощник начальника штаб по спецсвязи старший лейтенант Кононов Григорий Иванович (помощник начальника штаба полк 12 дивизии войск НКВД по охране особо важных предприятий промышленности)
- Помощник начальника штаба по спецсвязи лейтенант Степанов Сергей Петрович (помощник начальника штаб 205 полка войск НКВД по охране особо важных предприятий промышленности)
- Командир 1 стрелкового батальона старший лейтенант Рябчевский Фёдор Кириллович (командир батальона 205 полка войск НКВД)
- Командир 2 стрелкового батальона капитан Артюшенко Василий Артёмович (командир батальона 204 полка Конвойных войск НКВД по охране особо важных предприятий промышленности)
- Командир 3 стрелкового батальона старший лейтенант Морозов Павел Маркович (командир батальона 205 полка войск НКВД)
- Командир миномётной роты младший лейтенант Таланин Александр Абрамович (командир взвода 204 полка Конвойных войск НКВД)
- Командир роты автоматчиков лейтенант Бородин Андрей Александрович (командир роты 205 полка войск НКВД)[18]

## Память
На административном корпусе Волгоградского алюминиевого завода (улица Шкирятова, дом 21) 26 апреля 1985 года размещена гранитная памятная доска с текстом: «В августе — сентябре 1942 года здесь проходил северный рубеж обороны Сталинграда, который самоотверженно защищали, сражаясь с немецко-фашистскими захватчиками: 1077-й зенитный артиллерийский полк, 21-й и 28-й учебные танковые батальоны, 282-й стрелковый полк 10-й дивизии НКВД. Части народного ополчения и истребительные батальоны, 738-й истребительно-противотанковый артиллерийский полк, сводный батальон и корабли Волжской военной флотилии, 115, 124, 149-я отдельные стрелковые бригады, 249-й конвойный полк НКВД, 724-й стрелковый полк 315-й стрелковой дивизии, сводный стрелковый полк 196-й стрелковой дивизии, 2-я мотострелковая бригада».
Бывшая улица Песчаная (Тракторозаводской район) была названа в честь батальонного комиссара Афанасия Михайловича Карпова.